# Ducey
Ducey est une ancienne commune française, située dans le département de la Manche en région Normandie, peuplée de 2 572 habitants, devenue le 1er janvier 2016 une commune déléguée au sein de la commune nouvelle de Ducey-Les Chéris.

## Géographie

### Localisation
La commune se situe au fond de la baie du Mont-Saint-Michel, à quelques kilomètres de la côte.
| Poilley | Saint-Quentin-sur-le-Homme | Les Chéris                                                  |
| Poilley | Ducey                      | Isigny-le-Buat (communes associées de Chalandrey et Vezins) |
| Poilley | Saint-Aubin-de-Terregatte  | Saint-Laurent-de-Terregatte                                 |

### Hydrographie
Ducey est traversée par la rivière la Sélune.

### Milieux naturels et biodiversité
Situé au sud de Ducey sur les bords de la Sélune, le bois Dardennes est la seule zone boisée du Sud-Manche à proximité de la baie du Mont-Saint-Michel. C'est par ailleurs le dernier massif forestier de la Manche qui repose sur des alluvions. Enfin, il semble que ce bois ait traversé toute l'histoire à l'état de bois et sans modification draconienne ou exploitation abusive, ce qui en fait historiquement le dernier lambeau de la forêt de Scissy, en même temps que le dernier morceau de forêt de plaine alluviale.

## Toponymie
Le nom de la localité est attesté sous les formes Duxeio en 1129 et vers 1160, Ducey vers 1480, Ducé en 1695.
Le gentilé est Ducéens.

## Histoire

### Moyen Âge
Au cours du XIIe siècle, la seigneurie de Ducey appartient à Guillaume de Ducey. En 1272, un autre Guillaume de Ducey, chevalier comparait à la montre de Tours, pour son fief de Ducey. En 1346, dans le cadre de la guerre de Cent Ans, les Anglais ruinent le manoir et le bourg de Ducey. Vers 1370, elle est dans les mains de Fralin de Husson, seigneur du Grippon (Les Chambres). Elle est confisquée par Henri V d'Angleterre en 1418 et mise entre les mains de Guillaume Nessefeld.

### Temps modernes
Louis III de Husson (v. 1474-1508) est qualifié de comte de Tonnerre, Saint-Aignan, de La Salle-les-Cléry dans le Loiret, de Ducey.
En 1521, les Montgommery acquièrent la seigneurie qui restera dans leur patrimoine jusqu'en 1711. Gabriel Ier de Montgommery, seigneur de Ducey où il nait en 1530, a marqué l'histoire de France pour avoir, accidentellement, blessé mortellement le roi de France Henri II lors d'un tournoi le 10 juillet 1559. Converti au protestantisme, il s'illustre lors des guerres de Religion avant de mourir sur l'échafaud en 1574.
Son fils, Gabriel II de Montgommery (v. 1560-1635), seigneur de Ducey, chef des protestants de l'Avranchin, construisit le château de Ducey en 1624. Il aurait succédé à un château plus ancien détruit en 1473, qui aurait été rétabli par le comte de Lorges aux temps des calvinistes, qui y fonda un prêche et fut détruit peu de temps après. Selon certaines sources[évasif], il se serait situé au hameau de Mortrie.

### Époque contemporaine
Le château fut acquis en 1828 par Jean-René-Pierre, comte de Semallé, de la famille de Semallé. Celui-ci aida Jules de Polignac, président du Conseil des ministres, à s'enfuir de France lors des Trois Glorieuses et l'hébergea ainsi dans sa nouvelle propriété. Ce dernier fut malgré tout arrêté à Granville quelques jours plus tard. Le comte de Semallé contribua beaucoup au développement de Ducey, notamment en cédant un certain nombre de terres à la ville. Trois de ses rues en portent les noms : la rue de Semallé, la rue de Bienville (du nom de son épouse) et la rue de Boishue (du nom de son beau-fils).

## Politique et administration

### Liste des maires

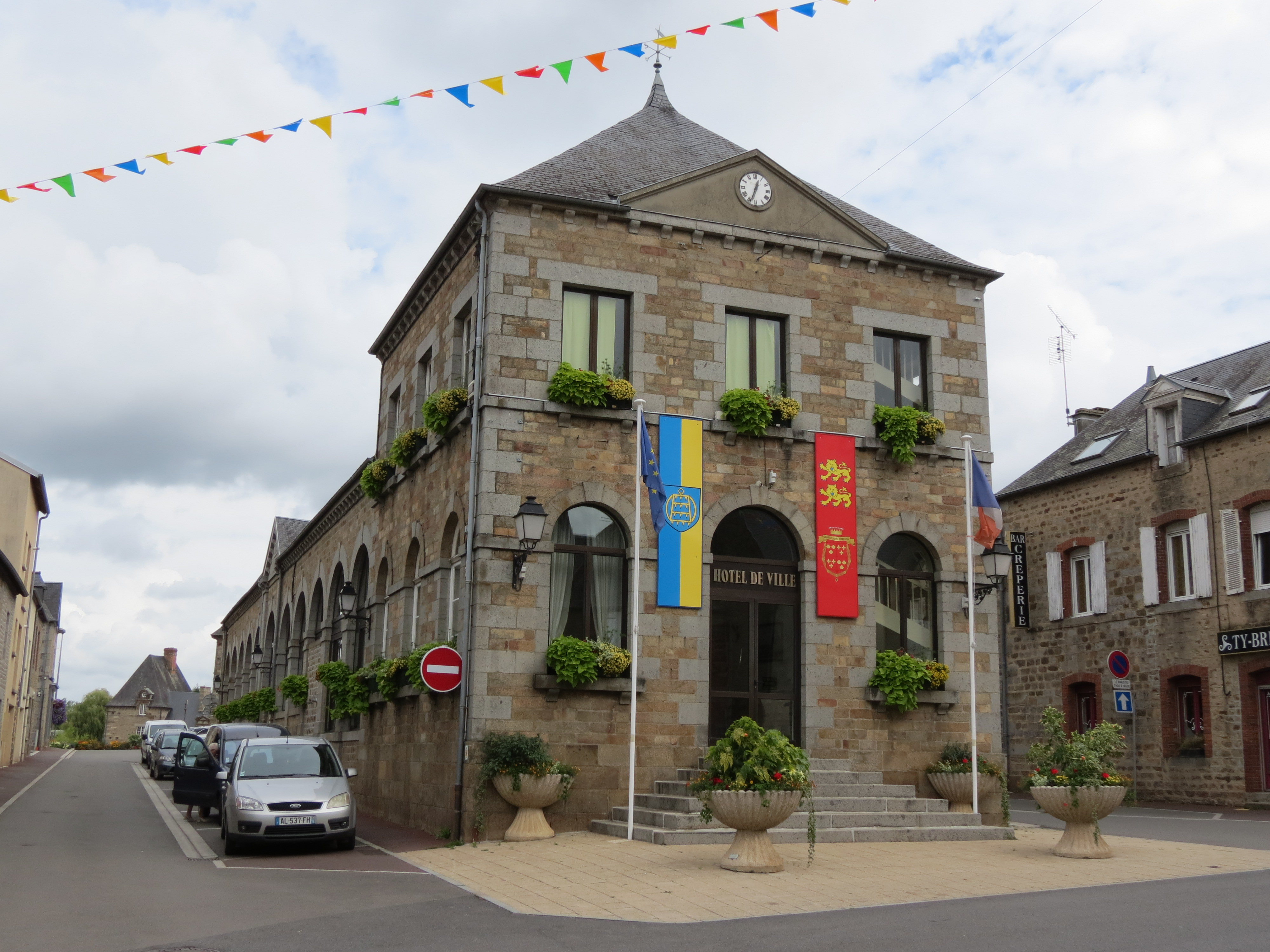
Vue de la façade de la mairie de Ducey.

| Période      | Période  | Identité         | Étiquette | Qualité                                                                |
| ------------ | -------- | ---------------- | --------- | ---------------------------------------------------------------------- |
| janvier 2016 | mai 2020 | Denis Laporte    | UDI       | Moniteur auto école Maire de Ducey-Les Chéris (2016 → 2020)            |
| mai 2020     | En cours | Isabelle Labiche |           | Responsable qualité et laboratoire Maire de Ducey-Les Chéris (2020 → ) |

### Jumelages
Ducey est jumelée avec Laichingen (Allemagne) depuis le 10 mai 1986. Le jumelage se concrétise entre autres par des échanges culturels entre jeunes des deux villes.

## Population et société

### Démographie
L'évolution du nombre d'habitants est connue à travers les recensements de la population effectués dans la commune depuis 1793. À partir du 1er janvier 2009, les populations légales des communes sont publiées annuellement dans le cadre d'un recensement qui repose désormais sur une collecte d'information annuelle, concernant successivement tous les territoires communaux au cours d'une période de cinq ans. 
Pour les communes de moins de 10 000 habitants, une enquête de recensement portant sur toute la population est réalisée tous les cinq ans, les populations légales des années intermédiaires étant quant à elles estimées par interpolation ou extrapolation. Pour la commune, le premier recensement exhaustif entrant dans le cadre du nouveau dispositif a été réalisé en 2004,.
En 2022, la commune comptait 2 572 habitants, en évolution de +3,09 % par rapport à 2016 (Manche : +0,44 %, France hors Mayotte : +2,49 %).
| 1793  | 1800  | 1806  | 1821  | 1831  | 1836  | 1841  | 1846  | 1851  |
| ----- | ----- | ----- | ----- | ----- | ----- | ----- | ----- | ----- |
| 1 613 | 1 611 | 1 587 | 1 706 | 1 736 | 1 782 | 1 822 | 1 934 | 1 932 |

| 1856  | 1861  | 1866  | 1872  | 1876  | 1881  | 1886  | 1891  | 1896  |
| ----- | ----- | ----- | ----- | ----- | ----- | ----- | ----- | ----- |
| 1 932 | 1 875 | 1 836 | 1 760 | 1 818 | 1 853 | 1 831 | 1 821 | 1 831 |

| 1901  | 1906  | 1911  | 1921  | 1926  | 1931  | 1936  | 1946  | 1954  |
| ----- | ----- | ----- | ----- | ----- | ----- | ----- | ----- | ----- |
| 1 864 | 1 803 | 1 811 | 1 649 | 1 710 | 1 816 | 1 778 | 1 797 | 1 768 |

| 1962  | 1968  | 1975  | 1982  | 1990  | 1999  | 2004  | 2009  | 2014  |
| ----- | ----- | ----- | ----- | ----- | ----- | ----- | ----- | ----- |
| 1 691 | 1 825 | 1 939 | 2 086 | 2 069 | 2 174 | 2 253 | 2 465 | 2 474 |

| 2018  | - | - | - | - | - | - | - | - |
| ----- | - | - | - | - | - | - | - | - |
| 2 537 | - | - | - | - | - | - | - | - |

### Sports et loisirs

#### Sports
L'Union sportive de Ducey fait évoluer deux équipes de football en ligue de Basse-Normandie et deux autres en divisions de district.
L'Avenir tennis de table de Ducey, créé en 1965, comprend une équipe en régionale 1, une en régionale 3, une en Pré-régionale, une en départementale 2 et deux en départementale 4. Présidé depuis 2012 par Jérémy Gloria, le club compte une cinquantaine de licenciés.

#### Loisirs
Au départ de Ducey, plusieurs chemins de randonnée et la voie verte (ancienne voie ferrée) permettent de découvrir la baie du Mont-Saint-Michel à pied ou à bicyclette.

### Vie associative
Ducey est régulièrement animée par les cinquante bénévoles de l'association Ducey Festiv'. Créée depuis 1911, cette association loi de 1901 à but non lucratif, anime tous les ans, le premier week-end d'août, la ville et son canton (corso fleuri, braderie, bal). Ducey Festiv' organise également l'élection de la reine de la fête, Miss Sélune, et de ses demoiselles d'honneur.

## Économie et tourisme
En raison de sa position géographique, Ducey est tout naturellement tournée vers le tourisme. Le village possède plusieurs hôtels et un office du tourisme. Il est classé « village étape » depuis le 3 août 2001.
Le village accueille également des usines (Cœur de lion - établissements Chereau), et des ateliers de confection (Ducey Manche Création - Louis Vuitton).

## Culture locale et patrimoine
La commune est une ville fleurie ayant obtenu trois fleurs au concours des villes et villages fleuris.

### Lieux et monuments

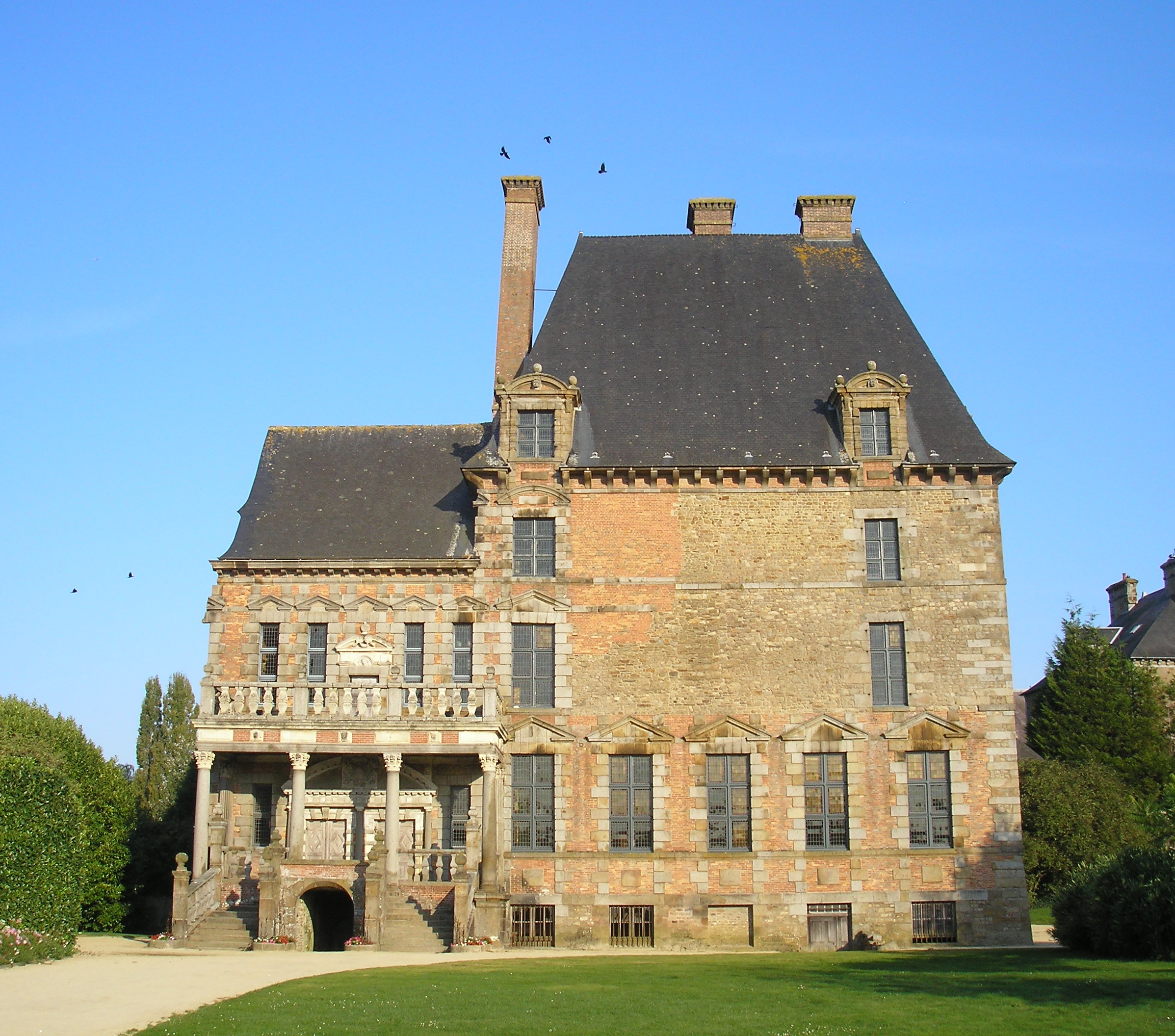
Le château des Montgommery.

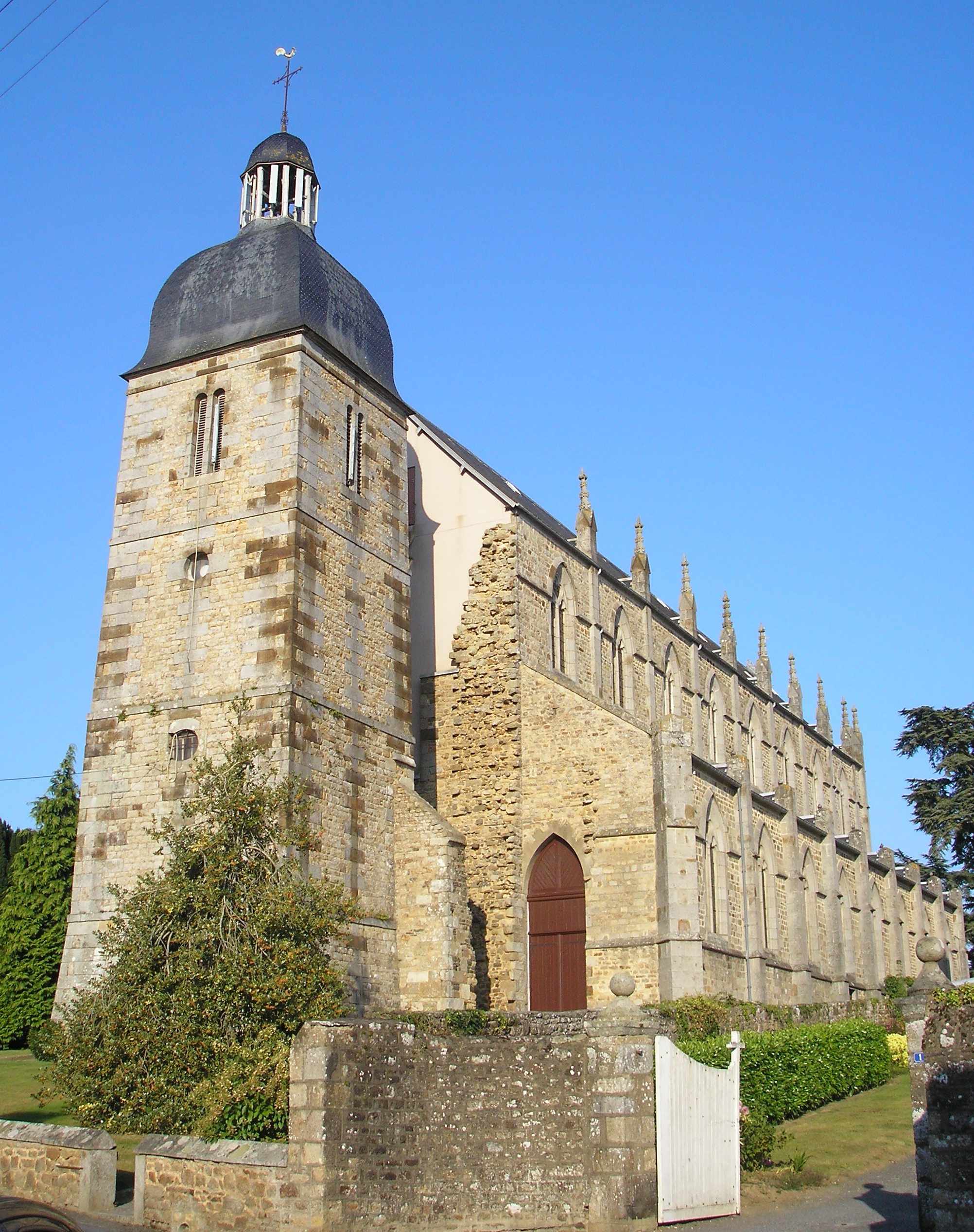
Vue de l'église de Ducey.

- Château des Montgommery avec pavillon d'entrée richement décoré. Commencé vers 1600 par un des fils de Gabriel Ier de Montgommery, il est classé monument historique. Il est notamment caractérisé par son escalier monumental, ses deux imposantes cheminées et son plafond Renaissance. La seigneurie de Ducey est liée à la famille de Montgommery depuis le mariage de Jacques Ier de Montgommery avec Claude de la Boissière, héritière des terres de Ducey, en 1521.
- Vieux pont sur la Sélune daté de 1613. Il remplace un pont en bois plus ancien et se situait sur la route Paris-Granville où transitait le sel et le poisson ainsi que les pèlerins qui se rendaient au Mont-Saint-Michel. Il est en limite de commune avec Poilley.
- Église des Saints-Pères composée de deux parties : le clocher, qui porte la date de 1828, est un vestige d'une église baroque du XVIIIe siècle et, le corps principal, quant à lui a été mis en chantier en 1860, mais n'a jamais été achevé.

Elle abrite une statue de saint Pair du XVIIIe, une verrière du XIXe de Mauméjean et Merklen.

### Personnalités liées à la commune
- Gervais Sauvé, né et mort à Ducey (1735-1801), négociant, premier maire de Ducey, député à l’Assemblée nationale législative de 1791, membre de la Convention, député au Conseil des Anciens.
- Gabriel Ier de Montgommery (1526 à Ducey-1574), comte de Montgomery, seigneur de Ducey, homme de guerre et involontairement responsable de la mort du roi Henri II.
- Jean-Pierre Tizon (1920-2012), né et mort à Ducey, homme politique, sénateur de la Manche de 1983 à 1996.
- Louis Leroy (1923-1961), né à Ducey, missionnaire martyrisé au Laos.
- Françoise Dior (1932 -1993), activiste d'extrême-droite radicale française, a résidé dans le « petit presbytère » de Ducey.

### Héraldique
| Armes de Ducey | Blasonnement : écartelé : au premier et au quatrième de gueules aux trois coquilles d'or, au deuxième et au troisième d'azur aux trois fleurs de lys d'or. Ces armes seraient celles de la famille de Montgommery. |